# Marek Sadok
Marek Sadok (ur. 1964) – polski koszykarz występujący na pozycji skrzydłowego.

## Osiągnięcia
Klubowe
- Wicemistrz Polski (1984)
- Finalista pucharu Polski (1983)